# Plomin
Plomin – wieś w Chorwacji, w żupanii istryjskiej, w gminie Kršan. W 2011 roku liczyła 113 mieszkańców.